# Jorien ter Mors
Jorien ter Mors (Enschede, 21 de dezembro de 1989) é uma patinadora neerlandesa que compete em provas de pista longa e pista curta. Ela foi campeã olímpica nos 1500 metros e na perseguição por equipes nos Jogos Olímpicos de Inverno de 2014 e nos 1000 metros nos Jogos Olímpicos de Inverno de 2018. Em Pyeongchang, Jorin ter Mors conquistou medalhas na patinação de velocidade e na patinação de velocidade em pista curta, se tornando a primeira mulher a conquistar medalhas em dois esportes diferentes numa mesma edição dos Jogos Olímpicos de Inverno.

## Pista curta
Ter Mors estreou em Jogos Olímpicos em 2010 na edição de Vancouver pelos Países Baixos. Ela ficou em terceiro na primeira rodada dos 500 metros e foi desqualificada na primeira rodada dos 1000 metros, falhando em avançar de fase. Ela também fez parte da equipe feminina no revezamento 3000 metros feminino, onde venceram a final B e ficaram em quarto lugar geral. Seu melhor resultado individual foi o 23º nos 500 metros.
Até 2013, ter Mors conquistou duas medalhas de prata em edições do Campeonato Mundial de Patinação de velocidade em pista curta; o primeiro vindo em 2011, como membra do time de revezamento neerlandês, e a segunda em 2013 nos 1000 metros. Ela também conquistou três medalhas de ouro junto com a equipe neerlandesa no Campeonato Europeu de Patinação de velocidade em pista curta. Ter Mors venceu também uma etapa da Copa do Mundo de patinação de velocidade em pista curta em Dresden, como parte do revezamento holandês. She also has four other podium finishes. Seu melhor resultado em uma edição de Copa do Mundo foi o 7º lugar nos 1500 metros.
Em 2014 ela disputou a final B no 500 metros e terminou em sexto na classificação geral. Na mesma edição ela ficou em quarto nos 1500 metros.
Nos Jogos Olímpicos de 2018 ela disputou a final B do Revezamento 3000 metros como parte do time neerlandês. Elas estabeleceram o recorde mundial de 4:03.471 minutos e acabaram vencendo a medalha de bronze, após as desclassificações de China e Canadá na final A. Foi a primeira medalha olímpica de ter Mors em pista curta, e como consequência Jorien se tornou a primeira mulher a conquistar medalhas em dois esportes diferentes numa mesma edição dos Jogos Olímpicos de Inverno.

## Pista longa
Em 2012 ter Mors começou a competir também na pista longa. Após vencer o Campeonato Holandês de 2013 e os 1500 metros  no Campeonato Holandês de 2014 ela voltou a focar na pista curta, mas fez parte da equipe neerlandesa na etapa de Berlim na temporada 2013-14 da Copa do Mundo, vencendo a medalha de ouro na perseguição por equipes.
Na seletiva olímpica de 2013 em Heerenveen, ela participou nos 1000; 1500 e 3000 metros mas se qualificou apenas para os 1500 metros. Nos Jogos Olímpicos de Inverno de 2014 ela venceu os 1500 metros. Ela cravou um novo recorde olímpico, com a marca de 1:53.51m, o segundo melhor tempo a nível do mar.
Na Copa do Mundo de patinação velocidade de 2018, ter Mors conquistou sua primeira medalha de ouro em mundiais de velocidade.  Anteriormente ela tinha vencido o bronze no Mundial de 2016 e 2017.

## Recordes pessoais

### Pista longa[8]
| Distância | Tempo       | Data                    | Cidade     |
| --------- | ----------- | ----------------------- | ---------- |
| 500 m     | 37,39 s     | 26 de fevereiro de 2017 | Calgary    |
| 1000 m    | 1:12,53 min | 25 de fevereiro de 2017 | Calgary    |
| 1500 m    | 1:53,51 min | 16 de fevereiro de 2014 | Sóchi      |
| 3000 m    | 4:02,23 min | 6 de dezembro de 2013   | Berlim     |
| 5000 m    | 7:06,79 min | 30 de dezembro de 2012  | Heerenveen |

### Pista curta[9]
| Distância | Tempo        | Data                    | Cidade   |
| --------- | ------------ | ----------------------- | -------- |
| 500 m     | 42,965 s     | 15 de março de 2014     | Montreal |
| 1000 m    | 1:29,119 min | 21 de fevereiro de 2014 | Sóchi    |
| 1500 m    | 2:18,628 min | 20 de outubro de 2012   | Calgary  |
| 3000 m    | 4:52,965 min | 16 de março de 2014     | Montreal |